# Milovići
Milovići je naselje u Boki kotorskoj, u općini Tivat.

## Stanovništvo

### Nacionalni sastav po popisu 2003.
- Srbi - 44
- Hrvati - 6
- Neopredijeljeni - 6
- Crnogorci - 5
- Ostali - 15